# 黄石柱
黄石柱（朝鮮語: 황석주）は、朝鮮氏族の尚州黄氏の始祖である。高麗のときに上柱国を務めた。
先祖は、中国の後漢の官僚の黄洛であり、光武帝の建武4年（28年）に使臣として交阯郡に赴く途中に海上で遭難し新羅に漂着・帰化した。
黄石柱の六代の孫は、李氏朝鮮の文官・政治家・詩人であり、功臣の黄孝源である。

## 参考
- “상주황씨 尙州黃氏”. 향토문화전자대전.  オリジナルの2022年9月20日時点におけるアーカイブ。
- 金光林 (2014年). “A Comparison of the Korean and Japanese Approaches to Foreign Family Names” (英語) (PDF). Journal of cultural interaction in East Asia (東アジア文化交渉学会):  p. 18.  オリジナルの2016年3月27日時点におけるアーカイブ。